# アミックエンターテインメント.INC
アミックエンターテインメント.INC（英語: AMIC-entertainment.INC）は、大阪と東京に所在地を置く、芸能プロダクション。法人名は有限会社日本アミック（にほんアミック）。
有村藍里が、新井ゆうこ名義で所属していたプロダクションとして有名である。

## 特徴
関西在住のタレントを全国区にすべく、所属タレントを東京に進出させており、筆頭は独立以前の「有村藍里（旧芸名：新井ゆうこ）」である。
業務的な特徴としては、テレビ・雑誌・ラジオ・舞台・ライブなど、多岐にわたっている。

## 所属タレント
- 仲村まひろ
- 長谷川さや
- 音羽莉夢

## かつて所属していたタレント
- 有村藍里（新井ゆうこ名義）
- 星咲くるみ
- 福森つかさ
- ソラ豆琴美
- 笠岡なつみ
- 宮竹エリカ
- 宇色まりな
- 福本さおり
- 大谷まい
- いろは
- 横地志保

## 業務提携していたタレント
- 駒井まち
- 中川ともみ
- CANDY GO!GO!